# Cyrtognatha
Genre
Synonymes
- Agriognatha O. Pickard-Cambridge, 1896

Cyrtognatha est un genre d'araignées aranéomorphes de la famille des Tetragnathidae.

## Distribution
Les espèces de ce genre se rencontrent en Amérique.

## Liste des espèces
Selon World Spider Catalog (version 19.0, 23/05/2018) :
- Cyrtognatha atopica Dimitrov & Hormiga, 2009
- Cyrtognatha bella (O. Pickard-Cambridge, 1896)
- Cyrtognatha bryantae (Chickering, 1956)
- Cyrtognatha catia Dimitrov & Hormiga, 2009
- Cyrtognatha eberhardi Dimitrov & Hormiga, 2009
- Cyrtognatha espanola (Bryant, 1945)
- Cyrtognatha insolita (Chickering, 1956)
- Cyrtognatha lepida (O. Pickard-Cambridge, 1889)
- Cyrtognatha leviorum Dimitrov & Hormiga, 2009
- Cyrtognatha morona Dimitrov & Hormiga, 2009
- Cyrtognatha nigrovittata Keyserling, 1881
- Cyrtognatha orphana Dimitrov & Hormiga, 2009
- Cyrtognatha pachygnathoides (O. Pickard-Cambridge, 1894)
- Cyrtognatha paradoxa Dimitrov & Hormiga, 2009
- Cyrtognatha pathetica Dimitrov & Hormiga, 2009
- Cyrtognatha petila Dimitrov & Hormiga, 2009
- Cyrtognatha quichua Dimitrov & Hormiga, 2009
- Cyrtognatha rucilla (Bryant, 1945)
- Cyrtognatha serrata Simon, 1898
- Cyrtognatha simoni (Bryant, 1940)
- Cyrtognatha waorani Dimitrov & Hormiga, 2009

Selon The World Spider Catalog (version 18.5, 2018) :
- †Cyrtognatha weitschati Wunderlich, 1988

## Publication originale
- Keyserling, 1881 : Neue Spinnen aus Amerika. III. Verhandlungen der kaiserlich-königlichen zoologisch-botanischen Gesellschaft in Wien, vol. 31, p. 269-314 (texte intégral).